# Anopheles saperoi
Anopheles saperoi är en tvåvingeart som beskrevs av Richard Mitchell Bohart och Ingram 1946. Anopheles saperoi ingår i släktet Anopheles och familjen stickmyggor. Inga underarter finns listade i Catalogue of Life.